# Играющие тигрята

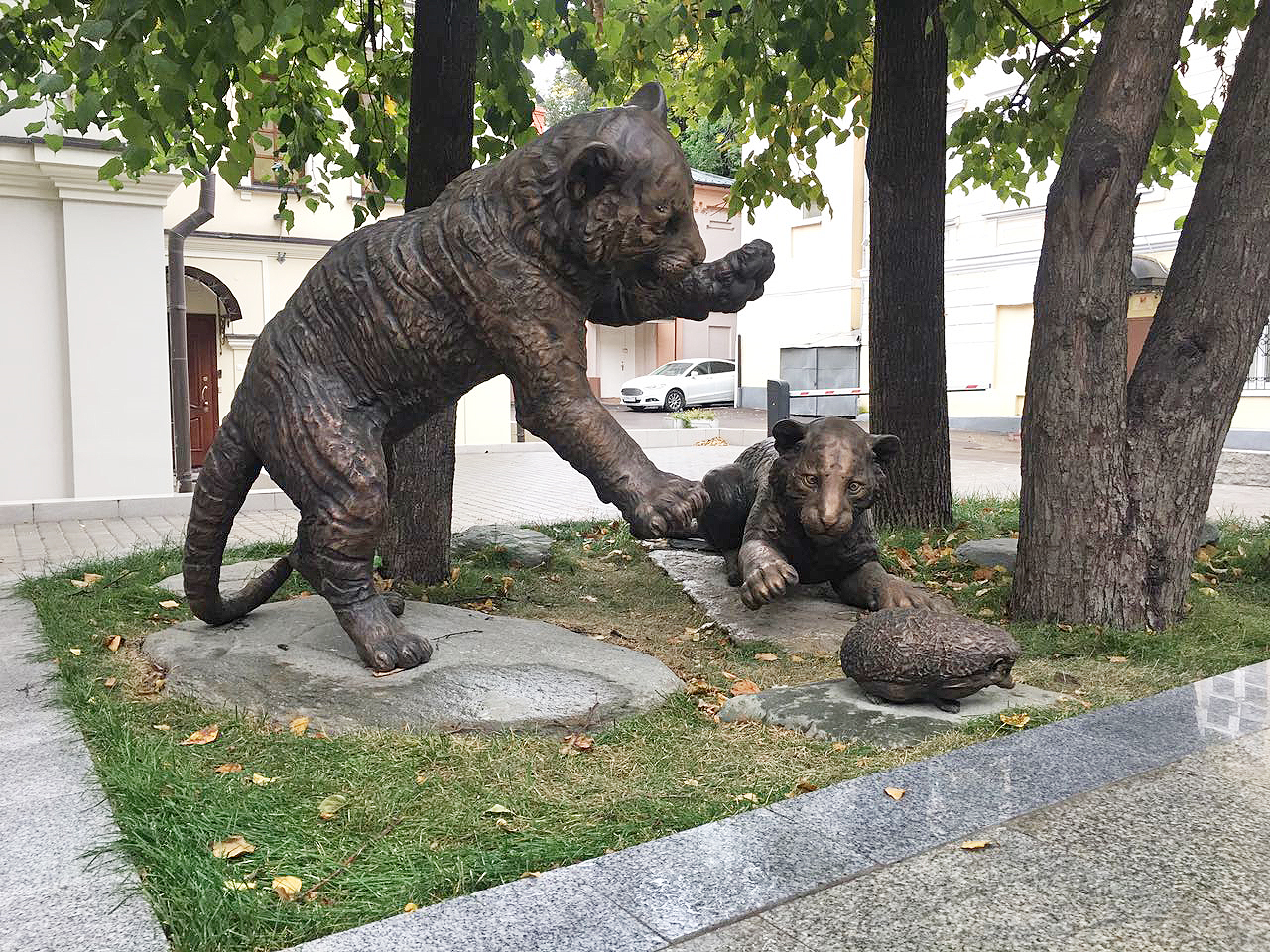
Играющие тигрята

«Играющие тигрята» — скульптурная композиция, установленная перед штаб-квартирой центра «Амурский тигр» на Мясницкой улице в Москве. Открыта 18 августа 2017 года, в день 172-летия Русского географического общества, инициатора создания центра.
Скульптура представляет собой фигуры двух амурских тигрят, играющих с ежом. Фигуры выполнены из бронзы в натуральную величину.
Автор работы — скульптор Пётр Чегодаев.
В основе сюжета композиции — снимок дикой природы, сделанный фотоловушкой.